# Keypad

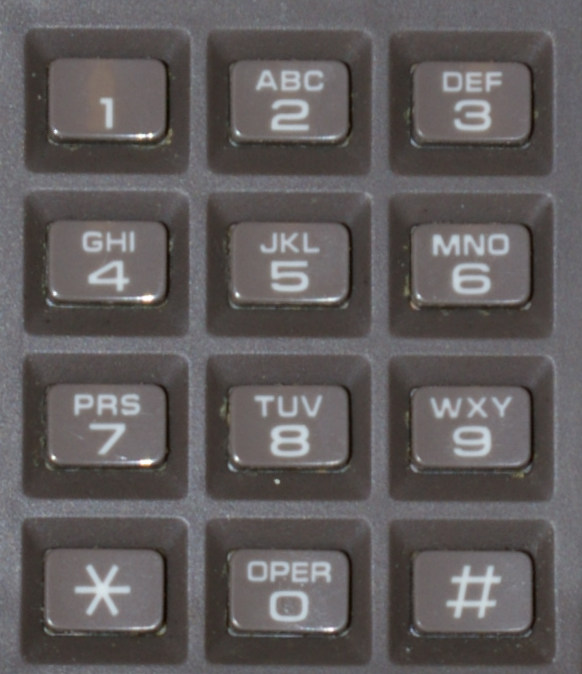
Keypad telefónico

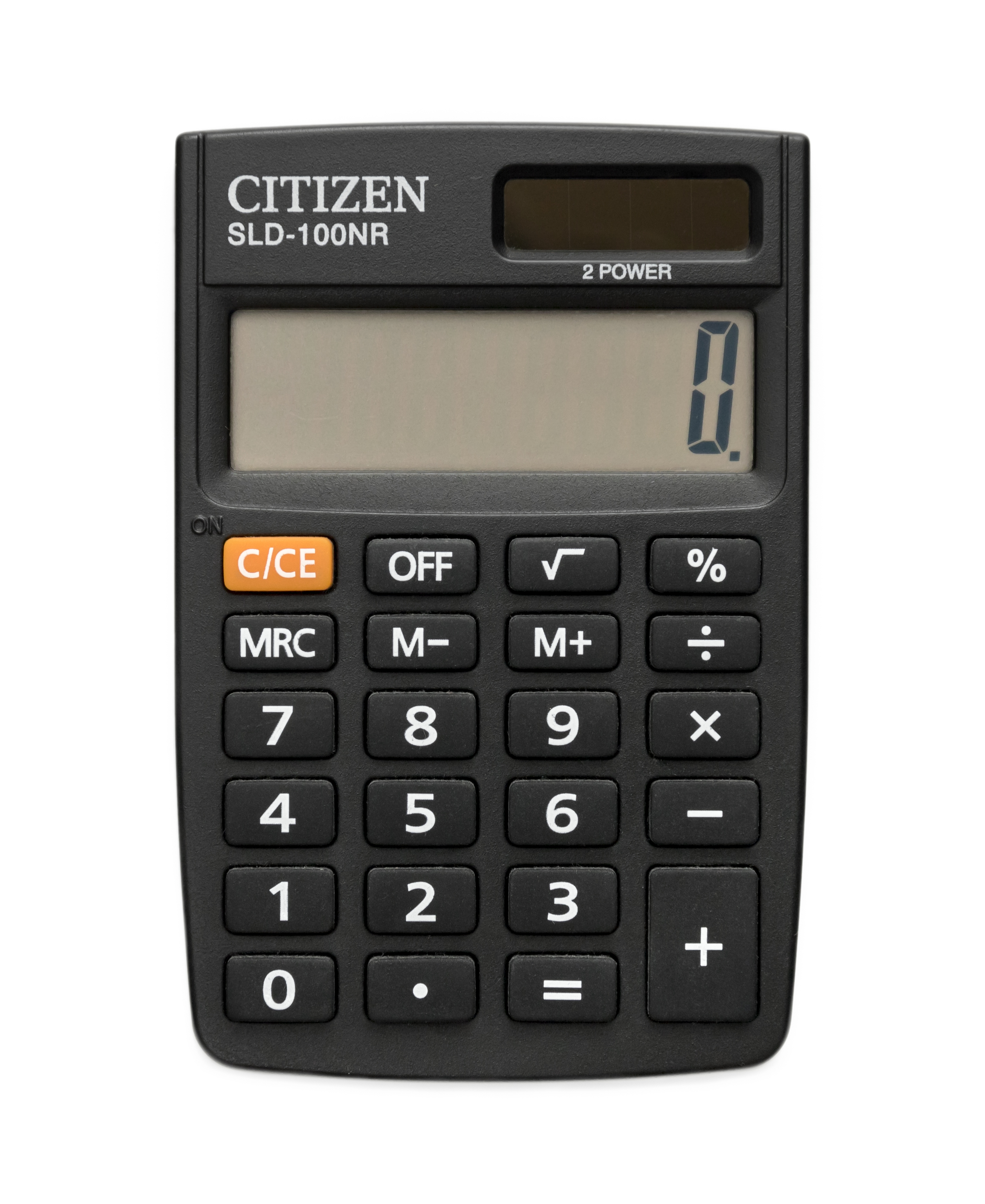
Una calculadora Citizen SLD-100NR.

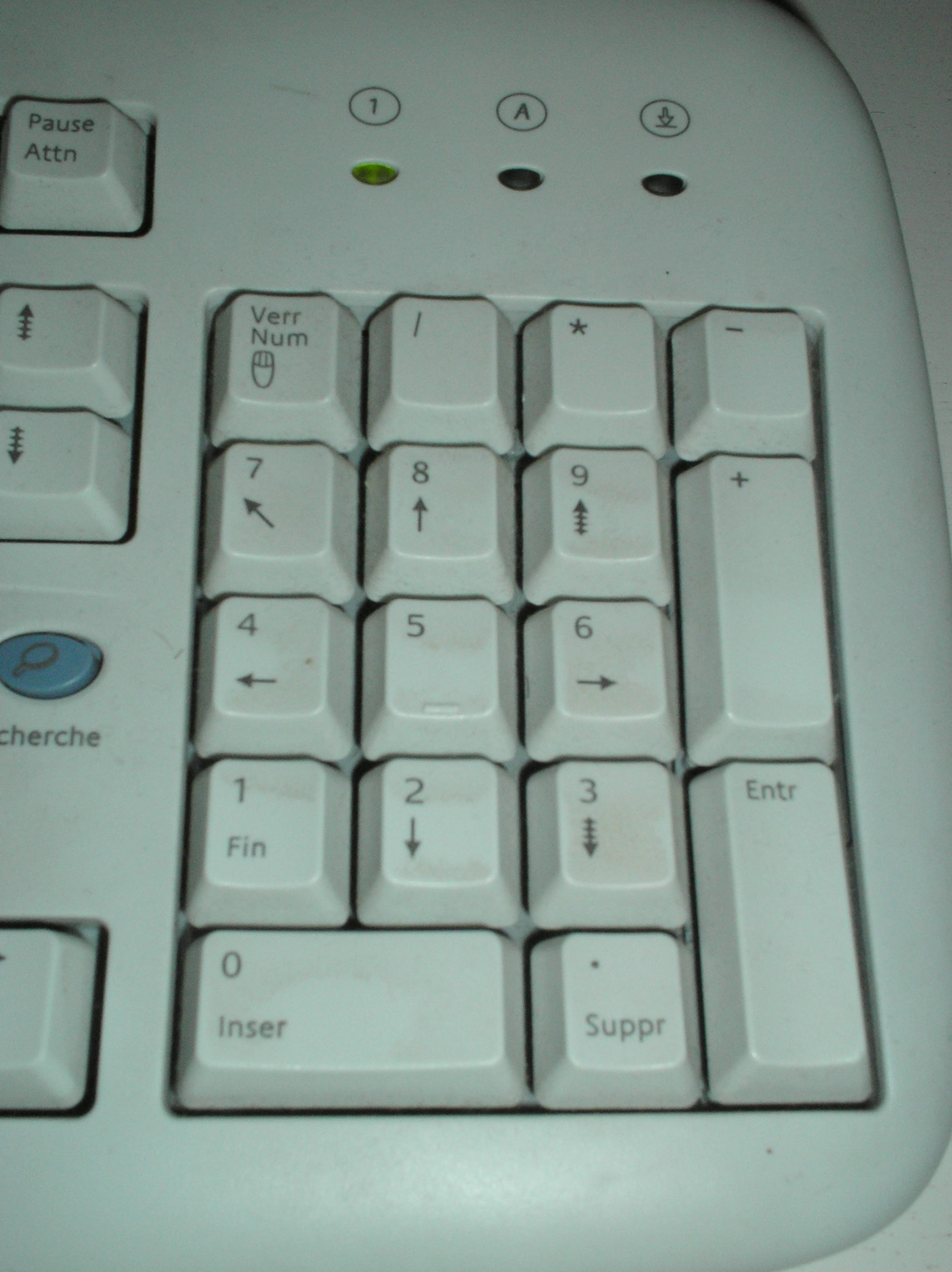
Bloque numérico en Teclado de PC

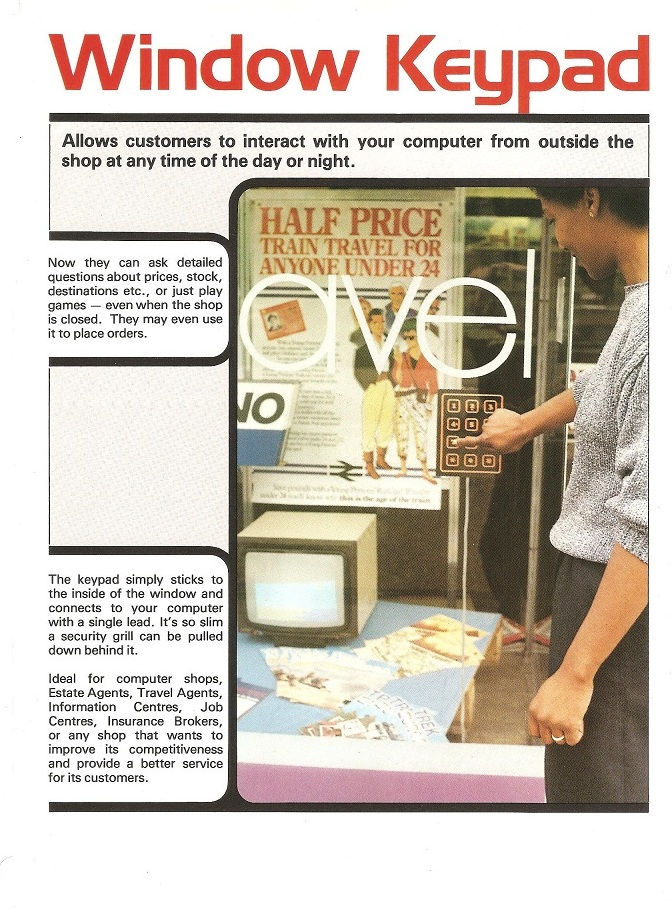
Teclado numérico en un escaparate

Un keypad, teclado numérico o bloque numérico, es un bloque o panel de teclas configurados con una disposición de dígitos, símbolos o letras alfabéticas. Los keypads que en su mayoría contienen números y se usan con las computadoras son teclados numéricos. Los keypads se encuentran en dispositivos que requieren principalmente entrada numérica.

## Usos y funciones
Un Teclado de computadora generalmente tiene un pequeño teclado numérico en el costado, además de las otras teclas numéricas en la parte superior, pero con una disposición de botones al estilo de una calculadora que permite una entrada de datos numéricos más eficiente. Este teclado numérico (comúnmente abreviado como numpad) generalmente se coloca en el lado derecho del teclado porque la mayoría de las personas son diestras.
Muchas computadoras portátiles tienen teclas de funciones especiales que convierten parte del teclado alfabético en un teclado numérico, ya que no hay suficiente espacio para permitir que se integre un teclado separado en el chasis de la computadora portátil. Se pueden comprar teclados enchufables externos por separado.
Los teclados para el ingreso de PIN y para la selección de productos aparecen en muchos dispositivos, incluidos cajeros automáticos, máquinas expendedoras, dispositivos de pago en puntos de venta, relojes registradores, cerraduras de combinación y cerraduras de puertas digitales.
En 1984, el primer teclado de capacitancia proyectado se utilizó para detectar pulsaciones a través del escaparate de una agencia de viajes.

## Distribución de teclas
Las primeras calculadoras mecánicas activadas por teclas y muchas cajas registradoras usaban teclas "paralelas" con una columna de 0 a 9 para cada posición que podía usar la máquina. Una entrada más pequeña de 10 teclas comenzó por primera vez en la Standard Adding Machine en 1901. La calculadora tenía las teclas de dígitos dispuestas en una fila, con el cero a la izquierda y el 9 a la derecha. La disposición moderna de cuatro filas debutó con la Sundstrand Adding Machine en 1911.
No existe un estándar para el diseño de las cuatro operaciones aritméticas, el Separador decimal, el signo igual u otras funciones matemáticas más avanzadas en el teclado de una calculadora.
La invención del teclado telefónico de botones se atribuye a John E. Karlin, un psicólogo industrial de Bell Labs en Murray Hill (Nueva Jersey).
 En el teclado de un teléfono, los números del 1 al 9 están ordenados de izquierda a derecha, de arriba abajo con el 0 en una fila debajo del 789 y en el centro. Los teclados telefónicos también tienen botones especiales etiquetados * (Asterisco) y # (almohadilla, "hexadecimal") a cada lado de la tecla cero. Las teclas de un teléfono también pueden tener letras que han tenido varios usos auxiliares, como recordar códigos de área o números de teléfono completos.

## Origen de la diferencia de orden
Aunque los teclados de las calculadoras son anteriores a los teclados de los teléfonos en casi treinta años, el orden de arriba abajo de los teléfonos fue el resultado de estudios de investigación realizados por el Bell Labs Human Factors group dirigido por John Karlin. Probaron una variedad de diseños, incluido un Facit como el arreglo de dos filas, botones en un círculo, botones en un arco y filas de tres botones.  El estudio definitivo se publicó en 1960: "Human Factor Engineering Studies of the Design and Use of Pushbutton Telephone Sets" por R. L. Deininger. Este estudio concluyó que el diseño adoptado era el mejor y que el diseño de la calculadora era aproximadamente un 3% más lento que el teclado del teléfono adoptado.
A pesar de las conclusiones obtenidas en el estudio, existen varias teorías populares e historias populares que explican el orden inverso de los teclados de teléfonos y calculadoras.
- Una teoría popular sugiere que la razón es similar a la que se da para el diseño QWERTY, el orden desconocido ralentizó a los usuarios para adaptarse a los cambios lentos de finales de los años 50 y principios de los 60.[8]
- Otra explicación propuesta es que en el momento de la introducción del teclado telefónico, los números de teléfono en los EE. UU. se daban comúnmente usando caracteres alfabéticos para los dos primeros dígitos. Por lo tanto, 555-1234 se entregaría como KL5-1234. Estas secuencias alfa se asignaron a palabras. "27" se dio como "CRestview", "26" como "ATwood", etc. Al colocar la tecla "1" en la esquina superior izquierda, el alfabeto se organizó en el orden descendente normal de izquierda a derecha para los caracteres ingleses. Además, en un teléfono de disco, el orificio "1" estaba en la parte superior, aunque en la parte superior derecha.